# Frumușeni (gmina)
Frumușeni – gmina w Rumunii, w okręgu Arad. Obejmuje miejscowości Aluniș i Frumușeni. W 2011 roku liczyła 2543 mieszkańców.